# Telephone (노래)
〈Telephone〉은 미국의 가수 레이디 가가의 싱글이다. 1집의 리패키지 앨범인 《The Fame Monster》에 수록되어 있으며, 미국의 알앤비 가수 비욘세가 피처링에 참여하였다. 후에 히트를쳐 레이디 가가의 히트곡으로 남게 되며 세계각지에서 인기를 얻게 된다.

## 라이브 공연
2010년 2월 16일 BRIT 어워드에서 처음으로 선보였으며, 나중에 The Monster Ball Tour의 세트리스트에 포함된다.

## 트랙리스트

### 영국 CD 싱글
1. "Telephone (feat. Beyoncé)" – 3:40
2. "Telephone" (Music Video) – 9:27

### 미국 리믹스 EP
1. "Telephone" (Alphabeat Extended Remix) – 6:41
2. "Telephone" (Crookers Vocal Remix) – 4:50
3. "Telephone" (DJ Dan Extended Vocal Remix) – 5:59
4. "Telephone" (DJ Dan Vocal Remix) – 3:28
5. "Telephone" (Dr. Rosen Main Remix) – 6:25
6. "Telephone" (Electrolightz Remix) – 4:26
7. "Telephone" (Kaskade Extended Remix) – 5:24
8. "Telephone" (Ming Extended Remix) – 4:31
9. "Telephone" (Passion Pit Remix) – 5:13
10. "Telephone" (Tom Neville's Ear Ringer Remix) – 7:14

## 차트 기록
- 빌보드 핫 100 - 3위
- 빌보드 핫 댄스 클럽 송 - 1위
- 영국 싱글 차트 - 1위